# Cabuyería
La cabuyería es el conjunto de cabos menudos de un barco, y la disciplina o saber que estudia el arte de hacer nudos, sus clases y sus distintas aplicaciones. El término 'cabuyería' proviene de la palabra 'cabuya', un material muy usado en el pasado para la confección de cuerdas.

## Aplicaciones de los nudos
La cabuyería distingue varias aplicaciones para los nudos:
1. Los que sirven para atar dos cabos entre sí (de empalme).
2. Aquellos cuya función es atar un objeto, también llamados amarres.
3. Los que tienen como finalidad lograr una capacidad de movimiento de una parte de la soga (llamados corredizos) o evitar la salida de la soga de un agujero (de tope).

## Tipos de cabos
Se llama cabo a cualquiera de las cuerdas que se emplean en labores náuticas y por extensión en montaña u otras labores y que, según su grosor, consta de dos, tres o cuatro cordones.
Antiguamente, significaba en general, el extremo de la cuerda, a lo que hoy en día se llama chicote.
Igualmente hay que diferenciar los tipos de cabos:
1. Por la tensión que van a soportar: estáticas o dinámicas (por ejemplo, las que se usan para practicar puenting).
2. Por su utilidad: deportivas, de trabajo, de pesca o multiuso.
3. Por su material: vegetales, sintéticas, animales o metálicas.

## Partes de un cabo
Los cabos tiene varias partes: chicote o cabo, con frecuencia envueltos para evitar su deshilachado; mena o grosor; seno longitud y alma o interior, que ha de estar protegida por una camisa o exterior, especialmente por los extremos y mejor en toda su extensión.

### Soguines
Son aquellos cuya mena o diámetro es menor de 5 mm y mayor de 2 mm. También se les conoce como Cordinos, sobre todo cuando son de nylon u otras fibras sintéticas.

#### Clasificación
Es la misma que para las sogas. La diferencia entre soga y soguín es la utilidad, que se da a cada una según labores de trabajo o exploración.
Para temas de unir troncos en balsas o puentes podemos decir  que para ciertos amarres de un puente, o para los tensores de un mangrullo se utiliza una buena soga. Mientras que para los amarres de una mesa, un buen soguín. En general mientras mayor es el diámetro de los troncos, mayor debe ser el diámetro del cordino o cuerda.

#### Mantenimiento de sogas y soguines
Tanto las sogas como los soguines requieren un mantenimiento mínimo que prolongan su duración: 
1. Deben estar siempre secas. Para ello, deben secarse a la intemperie pero jamás exponerlas al fuego.
2. Las sogas deberán estar correctamente enrolladas y guardadas en un lugar que no sea húmedo.
3. Para evitar que la soga se destrence o descolche, debe realizarse un buen remate en sus extremos.
4. Para no confundir las sogas y los soguines de una patrulla con los de otra, pueden teñirse en sus extremos con los colores de cada patrulla.
5. Si se desea impermeabilizar sogas, se pueden hervir, junto con un trozo de quebracho. El tanino que este desprende las impermeabilizará.

### Resistencia de sogas y soguines
1. La resistencia de una soga merma mucho con la humedad ambiente.
2. Toda soga retorcida tendrá menor resistencia que una soga trenzada.
3. Los nudos, igual que la disposición de las fibras, son un factor importante en el debilitamiento de una soga, ya que en ambos casos las fibras dejan de actuar en forma longitudinal y adoptan formas caprichosas (por ejemplo, de un nudo).
4. Un nudo llano debilita la soga en un 30%, un escota en un 35% y un margarita en un 20%.
5. La resistencia de una soga jamás se logra con las fórmulas que dicen: «El peso que resiste una soga de 10 m tendida horizontalmente, es el peso real del objeto multiplicado por cuatro» y «Y la resistencia de esto se obtiene multiplicando el diámetro en milímetros de una soga por seis, con lo que se hallan los kg que soporta».

## Tipos de nudo por su función
Existen muchísimos tipos de nudos. Tal vez los más utilizados son: 
- Nudo simple o de comadreja. Sirve para cerrar o atar algo.
- Nudo de ocho. Sirve para rematar la punta de un cabo, evitando que se deshaga. También sirve para hacer escaleras. Es muy seguro y muy firme.
- As de guía o bolina y sus variantes. Útiles para subir o bajar objetos a modo de arnés. Antes se usaba como nudo de rescate pero con cuerdas rígidas tiende a deshacerse y es muy peligroso al usarlo en personas. Aun así es un nudo muy útil cuando se necesita una gaza.
- Nudo corredizo.Sirve para desplazar un cabo a lo largo de otro.
- Ballestrinque simple y doble. Su función es sujetar un cabo a un poste o mástil. También sirve como inicio y final de un amarre.
- Cote simple, doble o corredizo. Sirve para lo mismo, pero cuando los cabos van a soportar mucha tensión.
- Nudo de leñador o Vuelta de Braza. Se aprieta tanto más a postes o árboles cuanto más se tira de la cuerda.
- Distintas variedades de eslingas y amarres.
- Rizo, cuadrado o llano. Sirve para unir dos cuerdas del mismo grosor. También se usa para acortar la superficie de las velas.
- Vuelta de Escota. Sirve para unir dos cuerdas de distinto grosor.
- Vuelta de gancho o la zarpa de gato. Usados para los ganchos, y tantos otros.
- Nudo de ladrón y nudo de rizo. Al irse a navegar, los marinos balleneros dejaban atadas sus bolsas de comida y ropa con un nudo llamado nudo de rizo cuyos dos chicotes terminan en lados iguales; pero al volver les faltaban cosas que les habían sustraído, por lo cual inventaron el nudo de ladrón, cuyos chicotes acababan en distinto lugar.[2]